# Pasta sfoglia

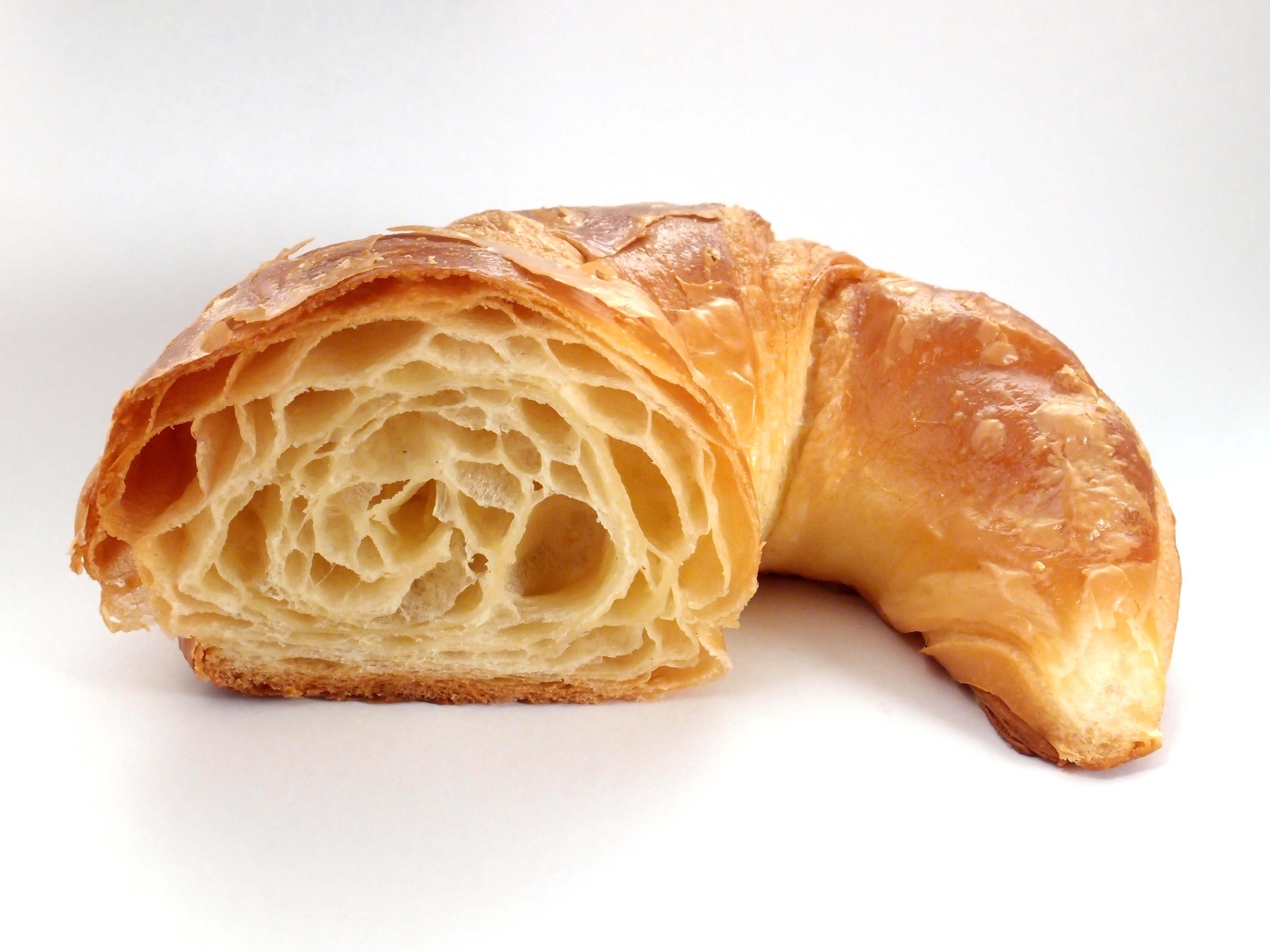
Sezione di un croissant, per il quale si usa una versione della pasta sfoglia con lievito

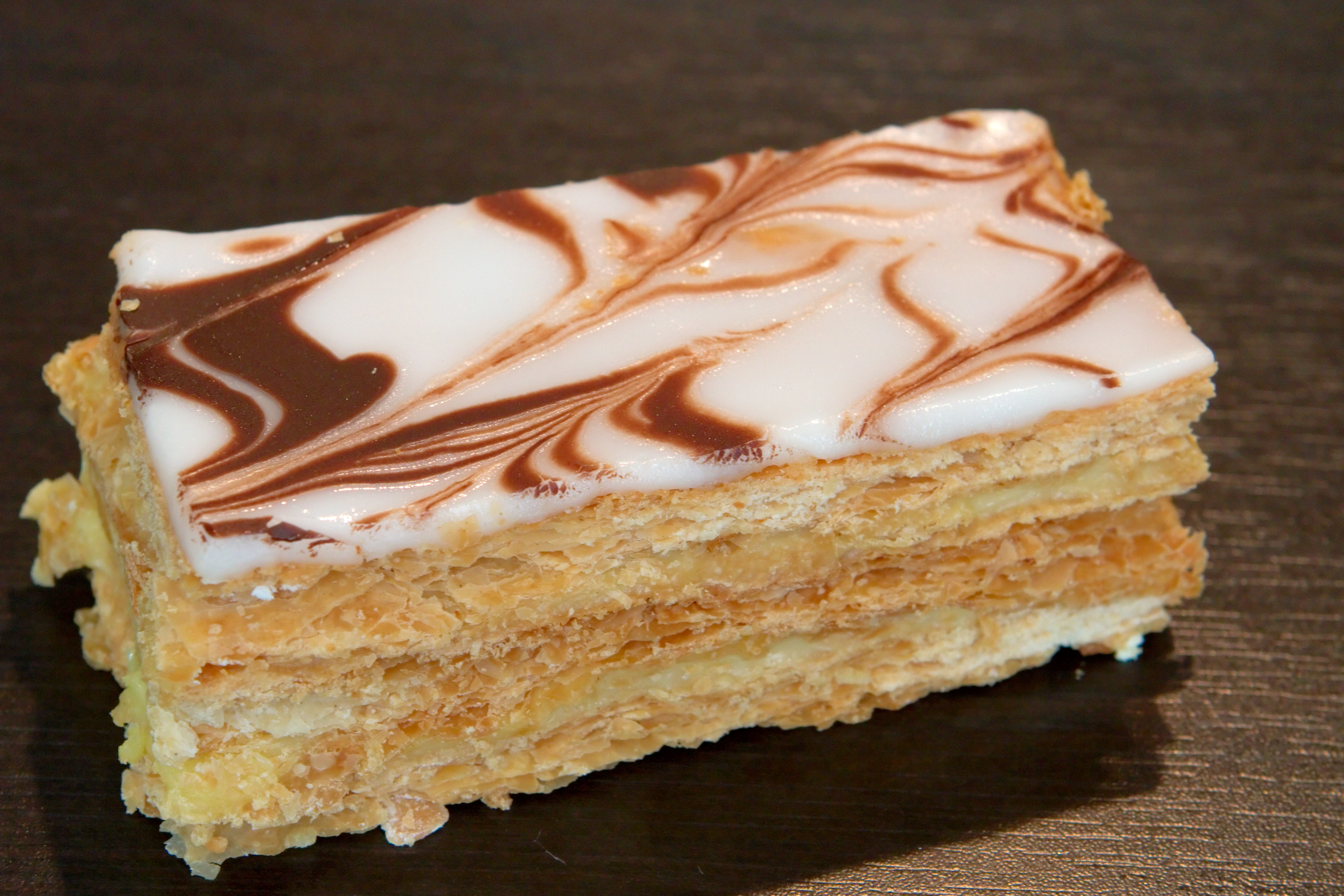
Millefoglie

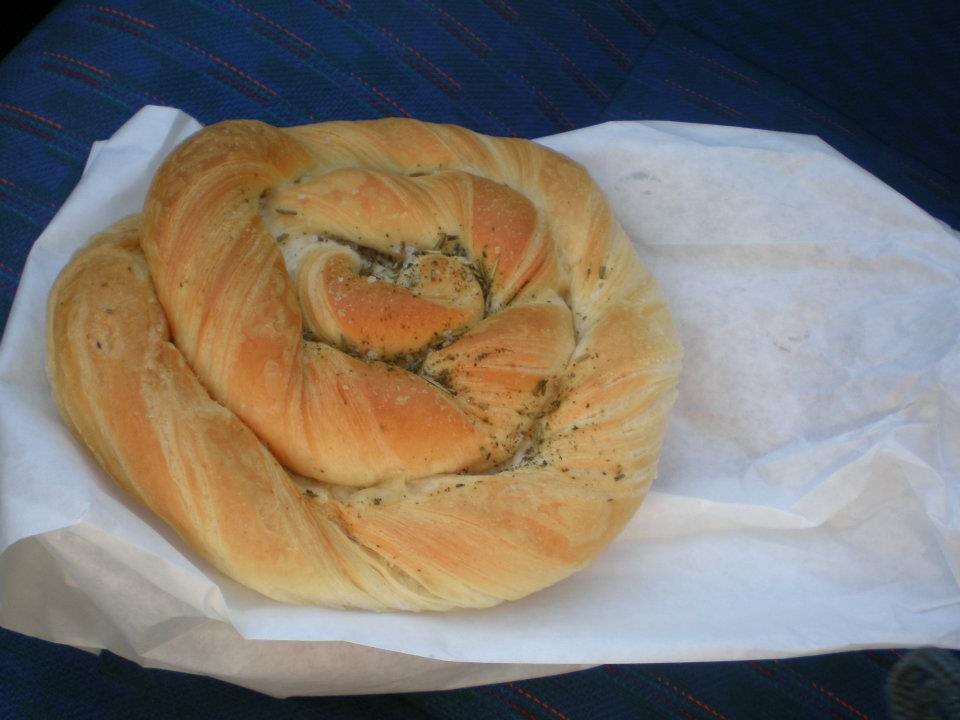
Ricciolina imolese

La pasta sfoglia è una preparazione di cucina e di pasticceria a base di farina, acqua e burro.
Di gusto neutro, viene usata comunemente per preparazioni salate e dolci. Tra le preparazioni salate più note ricordiamo i vol-au-vent, i canapè, i salatini, la ricciola o ricciolina di Imola al rosmarino, la ricciola di Ferrara, pasticcio di maccheroni ferrarese e svariate quiche salate e numerose preparazioni in crosta. Tra i dolci, ci sono i diplomatici, i ventagli, le diverse millefoglie, e numerose preparazioni di pasticceria minuta come i cannoli ripieni di crema pasticcera.

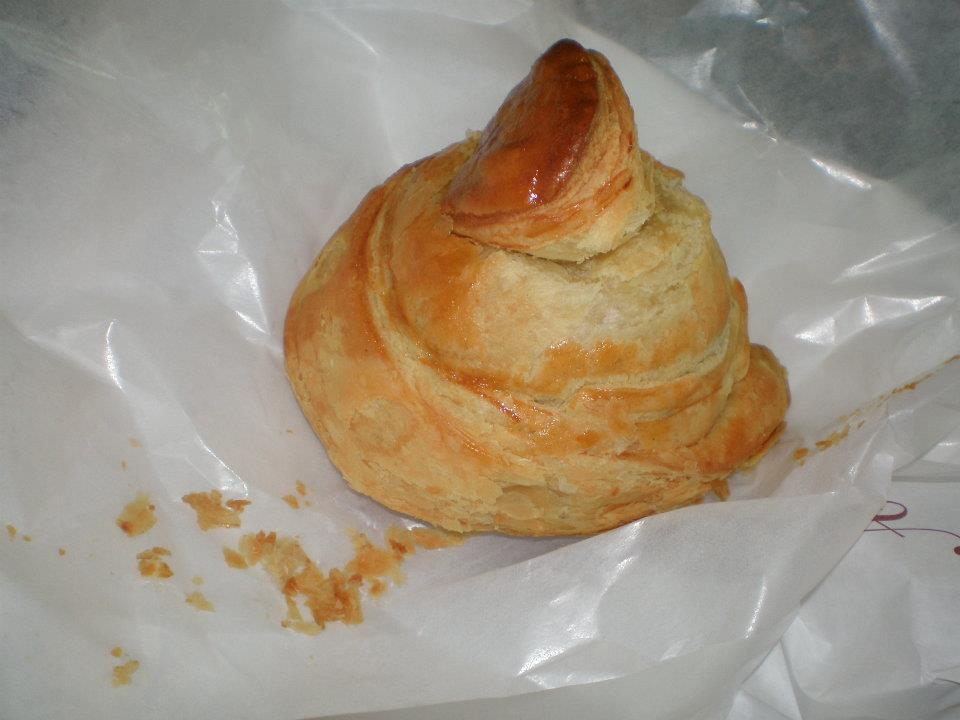
Pasticcio alla ferrarese

## Storia
La pasta sfoglia affonda le sue radici in epoche antiche, come testimoniano ricette antiche. L'origine della pasta sfoglia si trova nella pasticceria medievale nelle zone sotto l'influenza araba, anche se la sua origine è probabilmente anteriore, e classici riferimenti alla pasta sfoglia si possono trovare in Grecia e Roma (Petronio). Le sfoglie dolci o salate sono prodotte in Spagna prima del XVII secolo.
Lo chef spagnolo Hernández Máceras nel suo "Libro del arte de cozina" pubblicato nel 1607, fornisce una ricetta di pasta sfoglia molto simile a quella che conosciamo oggi, e distingue tra le preparazioni di pasta sfoglia ripiena, che chiama pastel, pastelillo o pastelón , a seconda delle dimensioni, e le empanadas, fatte con pasta di pane o simili.
I francesi sostengono che la forma francese di pasta sfoglia sia stata creata dal pittore Claude Gelée, nato nell'anno 1600 (aveva sette anni quando Hernández Maceras pubblicò il suo libro) in Lorena, Francia.
Tuttavia la pasta sfoglia classica nella cucina europea, nasce ad opera di Marie-Antoine Carême nella seconda metà del Settecento. Fu Carême, detto il cuoco dei re e il re dei cuochi, che stabilì il metodo a 5 giri che è tutt'oggi in uso.
La prima versione moderna della pasta sfoglia, con l'esatta indicazione dei vari "giri", fu ideata da François Pierre de la Varenne.

## Caratteristiche
La preparazione della pasta sfoglia prevede una serie precisa di passaggi, detti "giri di pasta o di sfoglia".
S'impastano 3/4 della farina con l'acqua per ottenere un panetto elastico e senza grumi, detto "pasta matta" o "pastello".
La restante farina si amalgama con il burro o margarina (prendendo il nome di "panetto") e lo si fa riposare per 30 minuti in frigorifero.
Si prende un matterello e si spiana la pasta matta in una sfoglia di qualche centimetro di altezza. Si prende il panetto e lo si pone in centro alla pasta matta.
Si chiude la pasta matta portando il lembo sinistro sopra il panetto, poi il lembo destro quindi il lato superiore verso il centro poi il lato inferiore. È consigliato capovolgere il tutto. Si procede quindi alla spianatura con il matterello per ottenere una striscia rettangolare che abbia larghezza maggiore rispetto all'altezza. Si ripiega in tre o in quattro (es. 4 pieghe: lato sinistro verso il centro, lato destro verso il centro, i due strati del lato sinistro sopra il lato destro), fatte le pieghe si ruota di 90 gradi in senso antiorario (giro).
Questa operazione viene ripetuta per sei volte: nella "pasta sfoglia ordinaria" si ritiene sufficiente ripetere l'operazione 3 volte, nella "pasta sfoglia classica o fine" si arriva ai canonici 6 giri tramandati della ricetta di Carême.
Tra un giro e l'altro si ripone il panetto in frigo (30 minuti), per mantenere la preparazione compatta e garantire una buona sfogliatura.
Una volta terminata la preparazione si procede a stendere la sfoglia per la preparazione scelta, che verrà cotta in forno a una temperatura dai 180 °C per torte salate con ripieno ai 200 °C per sfogliatine o cottura in bianco. La sfogliatura è determinata dall'azione combinata di calore, vapore e impermeabilizzazione determinata dalla materia grassa usata.
Per azione del calore, infatti, l'acqua contenuta nell'impasto evapora e provvede a far staccare l'uno dall'altro gli strati che si sono formati per ciascun giro. Questi strati non fanno uscire il vapore perché l'alta concentrazione di materia grassa li rende impermeabili al vapore stesso. Il calore provvede poi a cuocere le sottili lamelle, che anche da fredde resteranno ben staccate e sollevate tra loro.

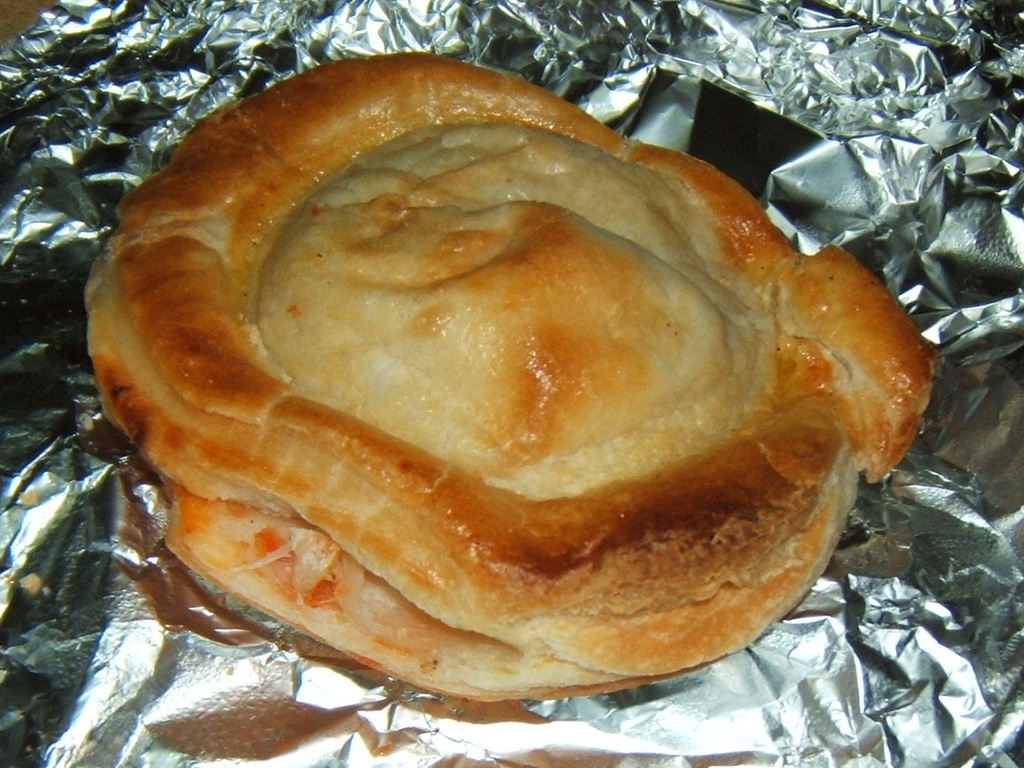
Rustico leccese. Pasta sfoglia con mozzarella, besciamella, pomodoro e noce moscata

A oggi la preparazione della pasta sfoglia è di quasi esclusiva pertinenza dei pasticceri e gastronomi e viene eseguita con l'aiuto di un macchinario apposito, detto sfogliatrice.
Per praticità viene comprata pronta in panetti o sfoglie già stese, prodotta dalle industrie alimentari e distribuita nella Grande Distribuzione. Spesso, soprattutto in ambito industriale, il burro viene sostituito con la margarina, più economica.